# Triangler
Singles de Māya Sakamoto
Saigo no Kajitsu / Mitsubachi to Kagakusha
(2007) Ame ga Furu
(2008)
Triangler est le 16esingle de Māya Sakamoto sorti sous le label Victor Entertainment le 23 avril 2008 au Japon. Il arrive 3e à l'Oricon. Il se vend à 31 270 exemplaires la première semaine et reste classé 26 semaines pour un total de 91 539 exemplaires vendus durant cette période.
Triangler a été utilisé comme premier thème d'ouverture de l'anime Macross Frontier. Triangler se trouve sur l'album Kazeyomi.

## Liste des titres
| 1. | Triangler (トライアングラー)             | Gabriela Robin | Yōko Kanno     |  |
| 2. | Kotomichi (ことみち)                     | Māya Sakamoto  | Michiko Takada |  |
| 3. | Triangler (w/o maaya) (トライアングラー) | Gabriela Robin | Yōko Kanno     |  |
| 4. | Kotomichi (w/o maaya) (ことみち)         | Māya Sakamoto  | Michiko Takada |  |